# Batrisodes grossus
Batrisodes grossus (лат.) — вид мирмекофильных жуков-ощупников (Pselaphinae) из семейства стафилиниды.

## Распространение
Китай, Guangxi.

## Описание
Мелкие коротконадкрылые жуки. Длина тела 2,58 мм, длина головы 0,46 мм. Основная окраска красновато-коричневая. Верхняя часть головы, пронотум и надкрылья грубо пунктированные. Усики 11-члениковые, брюшко из 5 видимых тергитов. Вертлуги короткие, ноги прилегают к тазикам. Надкрылья в базальной части с 3 ямками.  Мирмекофилы, ассоциированы с муравьями Odontomachus.